# Frías
For the town in the tỉnh Teruel, Tây Ban Nha, see Frías de Albarracín
Frías là một đô thị trong tỉnh Burgos, Castile và León, Tây Ban Nha. Theo điều tra dân số 2004 (INE), đô thị này có dân số là 314 người.